# Saint-Martin-des-Lais
Saint-Martin-des-Lais è un comune francese di 145 abitanti situato nel dipartimento dell'Allier della regione dell'Alvernia-Rodano-Alpi.

## Società

### Evoluzione demografica
Abitanti censiti